# George Periolat
George Periolat (ur. 5 lutego 1874, zm. 20 lutego 1940) –  amerykański aktor.

## Filmografia
- The Water War (1911)
- The Angel of Paradise Ranch (1911)
- From the Four Hundred to the Herd (1912)
- The Maid and the Man (1912)
- The Thread of Life (1912)
- The Evil Inheritance (1912)
- Where There's a Heart (1912)
- Her Own Country (1912)
- Nell of the Pampas (1912)
- Cupid Never Ages (1913)
- Calamity Anne's Beauty (1913)
- The Road to Ruin (1913)
- Oil on Troubled Waters (1913)
- Calamity Anne's Parcel Post (1913)
- The Wishing Seat (1913)
- Her Big Story (1913)
- A Husband's Mistake (1913)
- Quicksands (1913)
- Truth in the Wilderness (1913)
- The Scapegoat (1913)
- For the Flag (1913)
- For the Crown (1913)
- Calamity Anne, Heroine (1913)
- Travellers of the Road (1913)
- The Badge of Honor (1913)
- A Pitfall of the Installment Plan (1913)
- The Step Brothers (1913)
- The Restless Spirit (1913)
- In the Days of Trajan (1913)
- The Girl and the Greaser (1913)
- The Passerby (1913)
- The Tale of the Ticker (1913)
- The Barrier of Bars (1913)
- The Dread Inheritance (1913)
- Incognito (1913)
- Rory o' the Bogs (1913)
- The Field Foreman (1913)
- The Magic Skin (1914)
- The Man Who Lied (1914)
- The Man Between (1914)
- Hearts and Flowers (1914)
- The Acid Test (1914)
- Sealed Orders (1914)
- The Bolted Door (1914)
- The Lion (1914)
- Samson (1914)
- As Fate Willed (1914)
- Toilers of the Sea (1914)
- The Call Back (1914)
- The Sheep Herder (1914)
- The Sandhill Lovers (1914)
- A Twentieth Century Pirate (1914)
- At Mexico's Mercy (1914)
- Value Received (1914)
- Out of the Valley (1914)
- Man and His Brother (1914)
- There Is a Destiny (1914)
- Weight and Measures (1914)
- The Man from Nowhere (1914)
- Little Meg and I (1914)
- A Kentucky Gentleman (1914)
- The Proof of a Man (1914)
- Disillusioned (1914)
- His Father's Son (1914/I)
- His Heart His Hand and His Sword (1914)
- The Empire of Illusion (1914)
- The Inn of the Winged Gods (1914)
- The King and the Man (1914)
- A Bogus Bandit (1915)
- Smouldering Fires (1915)
- The Storm (1915)
- The Guardian of the Flock (1915)
- The Stool Pigeon (1915)
- The Diamond from the Sky (1915)
- The Palace of Dust (1915)
- When a Queen Loved O'Rourke (1915)
- The Road to Paradise (1915)
- Curly (1915)
- Viviana (1916)
- The Smugglers of Santa Cruz (1916)
- Life's Harmony (1916)
- The Silken Spider (1916)
- The Code of Honor (1916)
- Ways of the World (1916)
- The Wayfarers (1916)
- Realization (1916)
- The Counterfeit Earl (1916)
- The Touch on the Key (1916)
- Four Months (1916)
- Jealousy's First Wife (1916)
- The Gentle Conspiracy (1916)
- Tangled Skeins (1916)
- Killed by Whom? (1916)
- The Quicksands of Deceit (1916)
- The Dancer (1916)
- Pastures Green (1916)
- The Little Troubadour (1916)
- Enchantment (1916)
- The Atonement (1916)
- The Sable Blessing (1916)
- Philip Holden – Waster (1916)
- And the Law Says (1916)
- The Valley of Decision (1916)
- The Gilded Youth (1917)
- Double Revenge (1917)
- Nature's Calling (1917)
- The Old Sheriff (1917)
- Environment (1917)
- Annie-for-Spite (1917)
- Her Country's Call (1917)
- Periwinkle (1917)
- Melissa of the Hills (1917)
- Sands of Sacrifice (1917)
- Southern Pride (1917)
- A Game of Wits (1917)
- The Mate of the Sally Ann (1917)
- Rosemary Climbs the Heights (1918)
- Beauty and the Rogue (1918)
- Social Briars (1918)
- The Ghost of Rosy Taylor (1918)
- The Eyes of Julia Deep (1918)
- Wives and Other Wives (1918)
- The Amazing Impostor (1919)
- Put Up Your Hands! (1919)
- The Intrusion of Isabel (1919)
- Trixie from Broadway (1919)
- A Sporting Chance (1919)
- The Tiger Lily (1919)
- The Hellion (1919)
- Beckoning Roads (1919)
- Eve in Exile (1919)
- Znak Zorro (1920)